# شاه بهرام (فارس)
شاه بهرام (بالفارسية: شاه بهرام، تلفظ [Shāh Bahrām] أيضا تعرف باسم [Shāh Barān] وأيضا [Showrūn]) هي منطقة سكنية في محافظة فارس إيران التابعة لبلدة أشكنان مقاطعة لامرد.

## السكان
تقع هذه القرية في قسم كال وحسب تقديرات سنة 2006 كان مجموع عدد سكانها 124 نمسة يعيشون في 27 أسرة.